# Semboyo
Semboyo est une ville située dans le district du Nord-Ouest, au Botswana.